# José Vidal
José Vidal (* 15. Dezember 1896 in Montevideo; † 3. Juli 1974 ebenda) war ein uruguayischer Fußballspieler.

## Verein
Mittelfeldspieler Vidal gehörte mindestens von 1922 bis 1924 dem Kader des seinerzeit seit dem Aufstieg des Jahres 1918 in der Primera División spielenden Vereins Belgrano an. 1923 erreichte man mit dem vierten Tabellenplatz die beste Saisonabschlussplatzierung der Vereinsgeschichte.

## Nationalmannschaft
Vidal war auch Mitglied der uruguayischen A-Nationalmannschaft. Insgesamt absolvierte er von seinem Debüt am 4. November 1923 bis zu seinem letzten Spiel für die Celeste am 9. Juni 1924 sieben Länderspiele, in denen er einen Treffer erzielte.
Er nahm mit der Nationalelf an drei Südamerikameisterschaften teil. Dies waren die Turniere 1922, 1923 und 1924. 1923 und 1924 gewann Uruguay den Titel. Bei den Olympischen Sommerspielen 1924 feierte Vidal mit dem Kader der Celeste schließlich seinen größten Karriereerfolg. Man wurde Olympiasieger, wozu er in vier Begegnungen aktiv beitrug.

## Erfolge
- Olympiasieger 1924
- 2× Südamerikameister (1923, 1924)